# Simon Fowler

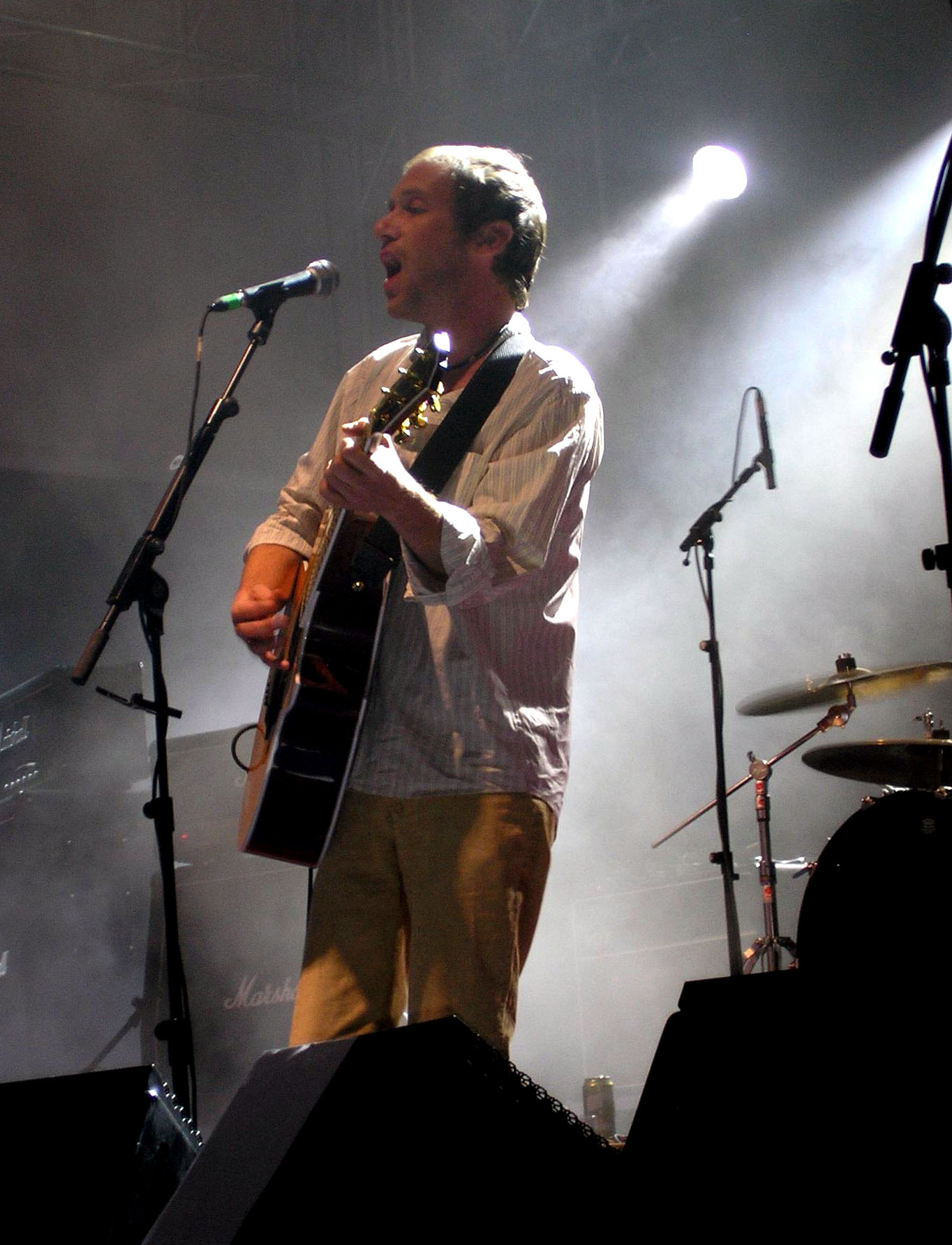
Simon Fowler bei einem Konzert mit Ocean Colour Scene (2005)

Simon Fowler (* 25. Mai 1965 in Birmingham) ist britischer Sänger und Gitarrist der Britpopband Ocean Colour Scene.

## Leben
Er ging zur Tudor Grange School in Solihull und studierte später am Sixth Form College Solihull, wo er den Song Foxy's Folk Faced schrieb. Fowler beendete sein Studium und wurde Journalist für die Birmingham Post and Mail, bevor ihm der Durchbruch mit Ocean Colour Scene gelang.
1993 veröffentlichte Fowler mit Oscar Harrison das Album „Live on the Riverboat“. Fowler trat auch als Gastsänger bei verschiedenen anderen Künstlern auf. So wirkte er z. B. an von Paul Wellers Album „Wild Wood“ mit, das vom Magazin Q auf Platz 77 der besten britischen Alben aller Zeiten geführt wurde. Fowler sang mit Alison Moyet den Song „It Won't Be Long“, der Platz 50 der britischen Charts erreichte. Für die Lightning Seeds wirkte er beim Album „Jollification“ mit, das Platz 12 der britischen Charts erreichte.
1998 wurde bekannt, dass Fowler homosexuell ist. Er lebt mit seinem Lebensgefährten Robert in Warwickshire.

## Diskographie

### Mit Ocean Colour Scene
- Ocean Colour Scene (1992)
- Moseley Shoals (1996)
- B-Sides Seasides & Freerides (1997)
- Marchin' Already (1997)
- One from the Modern (1999)
- Mechanical Wonder (2001)
- Songs from the Front Row (Best Of) (2001)
- North Atlantic Drift (2003)
- Anthology (2003)
- OCS Live: One for the Road (2004)
- A Hyperactive Workout for the Flying Squad (2005)
- Live Acoustic at the Jam House (2006)
- Live at Birmingham Academy 17th Dec 2006 (2006)
- Ocean Colour Scene - The BBC Sessions (2007)
- On the Leyline (2007)

### Mit Simon Fowler and Oscar Harrison
- Live on the Riverboat (1993)

### Als Gast
- Fine Young Cannibals - The Raw & the Cooked (Album, 1989)
- Alison Moyet - Hoodoo (Album, 1991)
- Alison Moyet - Essex (Album, 1994)
- Lightning Seeds - Jollyfication (Album, 1994)
- Menswear - Being Brave (Single, 1995)
- England United - (How Does It Feel to Be) On Top of the World (Single, 1998)
- Children’s Promise - It's Only Rock 'N' Roll (Single, 1999)
- Kate Rusby - Underneath the Stars (Album, 2003)